# Pygophora dolabra
Pygophora dolabra är en tvåvingeart som beskrevs av Crosskey 1962. Pygophora dolabra ingår i släktet Pygophora och familjen husflugor. Inga underarter finns listade i Catalogue of Life.